# Johnson Aguiyi-Ironsi
Johnson Thomas Umunnakwe Aguiyi-Ironsi (Umuahia, 3 marzo 1924 – Lalupon, 29 luglio 1966) è stato un politico e generale nigeriano.
È stato il secondo capo di Stato della Nigeria, in carica dal gennaio al luglio 1966.
Prese il potere dopo il primo colpo di Stato militare della Nigeria e fu deposto pochi mesi dopo da un gruppo di ufficiali dell'esercito del Nord che si ribellarono al suo Governo. Venne ucciso pochi giorni dopo che fu deposto, nel luglio 1966.